# Oxystomina exilis
Oxystomina exilis (syn. Schistodera exilis) is een rondwormensoort uit de familie van de Oxystominidae. De wetenschappelijke naam van de soort is voor het eerst geldig gepubliceerd in 1920 door Cobb.